# Sarah Kofman
Sarah Kofman (Parigi, 14 settembre 1934 – Parigi, 15 ottobre 1994) è stata una filosofa francese.

## Biografia
Nata a Parigi, il giorno di Rosh haShana, il 14 settembre 1934, è figlia del rabbino chassidico Bereck Kofman, emigrato con la moglie dalla Polonia a Parigi nel periodo tra le due guerre, rastrellato a casa sua il 16 luglio 1942 dalla polizia francese e deportato e assassinato ad Auschwitz.
Sarah Kofman ha iniziato la sua carriera come insegnante di filosofia a Tolosa nel 1960, pur continuando la sua formazione come ricercatrice. Ha lavorato successivamente sotto la direzione di Jean Hyppolite (nel progetto dello studio di alcuni miti platonici e "Freud e l'arte"), Mikel Dufrenne (sull'estetica di Freud, per la sua tesi del terzo ciclo, pubblicata con il titolo L'infanzia dell'arte), poi Gilles Deleuze (per il suo dottorato di Stato sul lavoro). Nel 1968-1969, Kofman incontra Jacques Derrida di cui frequenta i seminari all'École normale supérieure. Dal 1970 è diventata docente universitaria e, nel 1991, professoressa di filosofia all'Università Pantheon-Sorbona.
Con Jean-Luc Nancy, Philippe Lacoue-Labarthe e Jacques Derrida, dirige la raccolta “La philosophie en effet” presso Éditions Galilée. Ha collaborato con numerose riviste come Poétique, Critique, Littérature e la Revue française de psychanalyse. Oltre ai suoi numerosi lavori su Freud e Nietzsche, Sarah Kofman si interessa anche a Gérard de Nerval, Auguste Comte, Shakespeare e al posto occupato dalle donne in questi diversi autori.
Nel 1994 pubblica un racconto autobiografico che evoca la sua infanzia ebraica prima e sotto l'occupazione tedesca poi, la deportazione del padre e il suo terribile destino di bambina nascosta. Dopo aver partecipato alle trasmissioni di France Culture dedicate a Nietzsche, nell'ottobre del 1994 si suicidò a 150 anni esatti dopo la nascita del famoso filosofo tedesco. Tributi e necrologi testimoniano lo shock che ciò produsse in coloro che la circondavano.